# フィルムメーカーズ 個人映画のつくり方
『フィルムメーカーズ』は、金子遊の編著書。2011年刊行。サブタイトルは『個人映画のつくり方』。
2009年1月から2010年10月に、映画雑誌「映画芸術」及びそのWEBサイト「映画芸術DIARY」に掲載された個人・実験映画作家へのインタビューに、大幅な追加インタビューと加筆を加えている。
第一章「個人映画を学ぶ」では、スタン・ブラッケージ、マヤ・デレン、ジョナス・メカス、クリス・マルケルら海外の個人映画・実験映画のパイオニアの文章やインタビューを訳出。
第二章は松本俊夫、飯村隆彦、伊藤高志ら国内の映画作家へのロング・インタビュー集。第三章「個人映画を見る」は、実作者や研究者や評論家による論考集となっている。

## 内容
「個人映画の世界」 金子 遊

### 個人映画を学ぶ
「8つの質問」 スタン・ブラッケージ （とちぎあきら 訳）
「個人映画と商業映画」 マヤ・デレン （飯村昭子 訳）
「芸術形式としての映画」 マヤ・デレン （飯村昭子訳）
「映画制作・批評・上映運動」 ジョナス・メカス （金子遊 訳）
「クリス・マルケルへのインタビュー」（一九六八） （金子遊 訳）
「クリス・マルケルへのインタビュー」（一九九六） （金子遊 訳）

### 個人映画をつくる
「実験映画の実践 私の初期と後期」 松本俊夫
「日常を撮り続ける」 かわなかのぶひろ
「実験映画・概念芸術・ビデオアート」 飯村隆彦
「インディペンデント映画の先駆者」 金井勝
「極私的な世界を撮る」 鈴木志郎康
「詩的ヴィジョンとビデオカメラ」 吉増剛造
「ビデオアートとフェミニズム」 出光真子
「実験映画のトップランナー」 伊藤高志
「私の肉体が滅びるとき、私の映画もまた死す」 原將人
「ドローイング・アニメーションの魔術」 石田尚志

### 個人映画を見る
「スタン・ブラッケージの原点」 水由章
「マヤ・デレンを知るための視点」 広瀬愛
「Lavas Vacaras!（こんばんは）」 正津勉
「シネマ・エッセイ 詩はストリートにある」 金子遊
「松本俊夫の拡張する実験映像」 西村智弘
「かわなかのぶひろの『共有される記憶』」 阪本裕文
「アメリカ実験映画作家の群像」 クリストフ・シャルル
「阿々大笑する宇宙」 岩本憲児
「日常を撮るとはどういうことか？」 上野昻志
「『gozoCine』の貧しさとしたたかさ」 岡村恵子
「リアル・ワールドに切れ目を」 金恵信
「伊藤高志ワールドに魅せられて」 黒坂圭太
「一つの時、一つの生、一つの映画」 高祖岩三郎
「絵画と映画の間あるアニメーション」 越後谷卓司